# Mikkelin Jukurit
Mikkelin Jukurit är en ishockeyklubb i S:t Michel i Finland, grundad 1970. Jukurit deltog i den första gången av FM-ligan säsongen 2016/17. Jukurit har vunnit Mestis sju gånger: 2001, 2002, 2003, 2006, 2013, 2015 och 2016.